# 末広駅
末広駅（すえひろえき）は、秋田県鹿角市十和田末広字向平（むかいたい）にある、東日本旅客鉄道（JR東日本）花輪線の駅である。

## 歴史
- 1915年（大正4年）12月25日：秋田鉄道の毛馬内駅（けまないえき・貨物駅）として鹿角郡錦木村に開業[2]。
- 1916年（大正5年）1月5日：旅客営業を開始[2]。
- 1920年（大正9年）5月1日：末広駅に改称[3]。
- 1934年（昭和9年）6月1日：秋田鉄道国有化により、鉄道省（国鉄）に移管[2]。
- 1961年（昭和36年）8月5日：貨物の取り扱いを廃止[2]。
- 1984年（昭和59年）2月1日：荷物の扱いを廃止[2]。無人駅となる[4]。
- 1987年（昭和62年）4月1日：国鉄分割民営化により、東日本旅客鉄道の駅となる[2]。
- 1999年（平成11年）12月4日：管理駅が十和田南駅から鹿角花輪駅に変更。
- 2005年（平成17年）11月 - 簡素駅舎に改築。
- 2021年（令和3年）12月1日：管理駅が鹿角花輪駅から盛岡駅へ変更。
- 2024年（令和6年）10月1日：えきねっとQチケのサービスを開始[1][5]。

## 駅構造
単式ホーム1面1線を有する地上駅である。かつては島式ホーム1面2線の列車交換可能駅だった。緑色屋根の小さな地上駅舎があったが、2005年（平成17年）に小さな簡易型の駅舎へ改築された。
盛岡統括センター（盛岡駅）管理の無人駅である。

## 駅周辺
畑などが広がり、小さな町工場のような建物がある。
- 国道103号（末広バイパス）
- 末広郵便局
- 米代川

### バス路線
「末広駅前」停留所にて、秋北バスが運行する路線バスが発着する。
- 鹿角市（厚生病院前・鹿角花輪駅前・花輪営業所）方面
- 労災病院前・扇田病院前・市立病院前・大館駅方面

## 隣の駅
東日本旅客鉄道（JR東日本）
■花輪線
十和田南駅 - 末広駅 - 土深井駅